# 特倫奇坎普 (亞利桑那州)
特倫奇坎普（英語：Trench Camp）是位於美國亞利桑那州聖克魯斯縣的一個非建制地區。該地的面積和人口皆未知。

## 地理
特倫奇坎普的座標為31°27′52″N 110°43′45″W / 31.46444°N 110.72917°W，而該地的平均海拔高度為1592米（即5223英尺）。